# 多佛尔
多佛是英國肯特郡的一個海港，人口约3.1万。多佛港最靠近法國的加來港，兩地去只34公里，因此成為英國最繁忙的一個海港，每年旅客多達1800萬人次。英法間的海峽也因此得名多佛海峽。

## 歷史
多佛有幾千年歷史。1992年發現的青銅時代古船，經碳同位素測定為公元前1550年的遺物。1974年在多佛海岸還發現了屬於法國青銅時代的青銅斧頭，表明至少在青銅時代海峽兩地已有船隻來往。